# Harry Koch (1930)
Harry Koch (Rüti, 2 settembre 1930 – Küsnacht, 23 aprile 2012) è stato un calciatore svizzero, di ruolo centrocampista.

## Carriera

### Club
Ha sempre giocato nel campionato svizzero.

### Nazionale
Ha collezionato 9 presenze con la propria Nazionale.